# Setocampanula taiwanensis
Setocampanula taiwanensis är en svampart som beskrevs av Sivan. & W.H. Hsieh 1989. Setocampanula taiwanensis ingår i släktet Setocampanula och familjen Trichosphaeriaceae.   Inga underarter finns listade i Catalogue of Life.